# Castello Cabiaglio
Castello Cabiaglio là một đô thị ở tỉnh Varese trong vùng Lombardia, có cự ly khoảng 60 km về phía tây bắc của Milan. Tại thời điểm ngày 31 tháng 12 năm 2004, đô thị này có dân số 548 người và diện tích là 7,1 km².
Castello Cabiaglio giáp các đô thị: Barasso, Brinzio, Comerio, Cuveglio, Cuvio, Luvinate, Rancio Valcuvia, Varese.